# Сари-Соленцара
Сари-Соленцара (фр. Sari-Solenzara, корс. Sari è Sulinzara) — коммуна во Франции, находится в регионе Корсика. Департамент коммуны — Южная Корсика. Входит в состав кантона Порто-Веккио. Округ коммуны — Сартен.
Код INSEE коммуны — 2A269.

## Население
Население коммуны на 2008 год составляло 1227 человек.
| 1962 | 1968 | 1975 | 1982 | 1990 | 1999 | 2008 |
| ---- | ---- | ---- | ---- | ---- | ---- | ---- |
| 611  | 915  | 1141 | 1399 | 1178 | 1102 | 1227 |

## Экономика
В 2007 году среди 768 человек в трудоспособном возрасте (15—64 лет) 460 были экономически активными, 308 — неактивными (показатель активности — 59,9 %, в 1999 году было 62,9 %). Из 460 активных работало 387 человек (232 мужчины и 155 женщин), безработных было 73 (23 мужчины и 50 женщин). Среди 308 неактивных 58 человек были учениками или студентами, 73 — пенсионерами, 177 были неактивными по другим причинам.
В 2008 году в коммуне насчитывалось 446 облагаемых налогом домохозяйств, в которых проживали 967 человек, медиана доходов составляла 14 005 евро на одного человека.